# Recopa Sudamericana 2010
La Recopa Sudamericana 2010 è stata la diciottesima edizione della Recopa Sudamericana. Si è trattato di una finale con partite di andata e ritorno tra i vincitori della Coppa Libertadores dell'anno precedente e i vincitori della Coppa Sudamericana dell'anno precedente, ovvero l'Estudiantes e la LDU Quito. La partita d'andata si è giocata il 25 agosto a Quito, mentre la gara di ritorno è stata disputata a Quilmes, poiché l'Estadio Ciudad de La Plata è in fase di ristrutturazione. L'Estudiantes ha partecipato alla Recopa per la prima volta dopo aver vinto la Libertadores nel 2009, mentre la LDU Quito era la detentrice del titolo e partecipava in seguito alla vittoria della Sudamericana 2009.
La LDU Quito ha difeso con successo il titolo, vincendo 2-1 la gara d'andata e pareggiando 0-0 il ritorno.

## Regolamento
La Recopa Sudamericana si gioca su partite di andata e ritorno, in casa delle due squadre partecipanti. La vincente della Coppa Libertadores gioca la gara di ritorno in casa. La regola dei gol segnati in trasferta non è valida. In caso di parità dopo le due gare si ricorre ai tempi supplementari e, in caso di parità persistente, ai calci di rigore.

## Antefatti
L'Estudiantes si è qualificato per la Recopa vincendo la Coppa Libertadores 2009, questo è stato il loro quarto titolo nella competizione e il primo da 39 anni. La compagine argentina aveva battuto i brasiliani del Cruzeiro per 4-1 nelle finali. La LDU Quito era la detentrice del titolo, vinto l'anno precedente contro l'Internacional. Gli ecuadoriani hanno guadagnato il diritto di difendere il titolo vincendo la Sudamericana nel 2009, battendo la Fluminense in un rematch della finale della Coppa Libertadores 2008.
Prima di questa competizione l'Estudiantes e la LDU Quito si erano già incontrate due volte in competizioni sudamericane, negli ottavi di finale della Coppa Libertadores 2008, la LDU aveva vinto 2-0 all'Estadio Casa Blanca e perso per 2-1 all'Estadio Ciudad de La Plata, il gol decisivo era stato segnato da Luis Bolaños al minuto venticinque della ripresa. Per l'Estudiantes questa è la prima partecipazione alla Recopa, essi sono il settimo club argentino a partecipare al torneo, il primo club argentino a partecipare fu il Racing Avellaneda nel 1989. Per la LDU si tratta della seconda apparizione, essa è l'unica squadra dell'Ecuador ad aver partecipato alla Recopa.

## Stadi

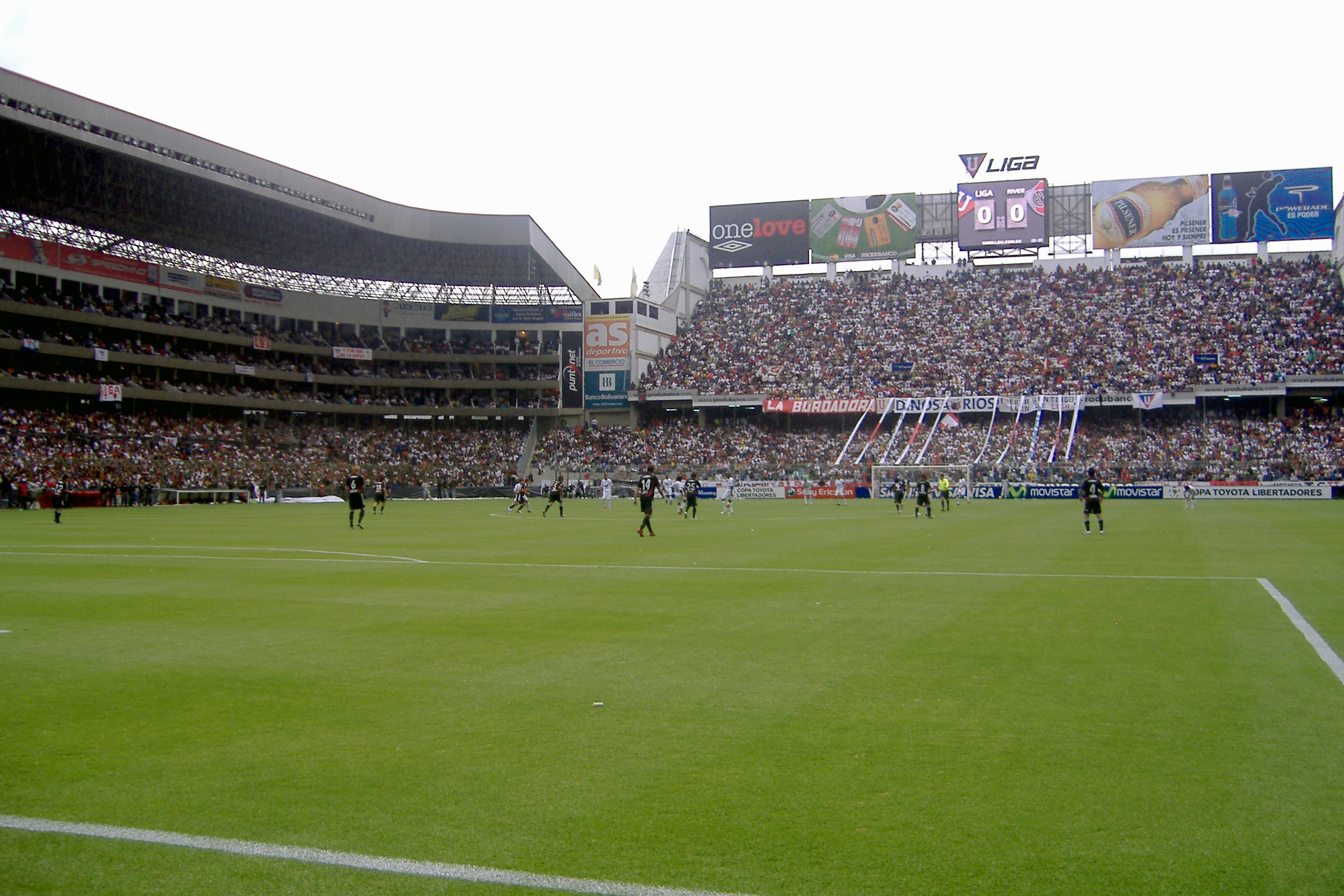
Stadio di Quito

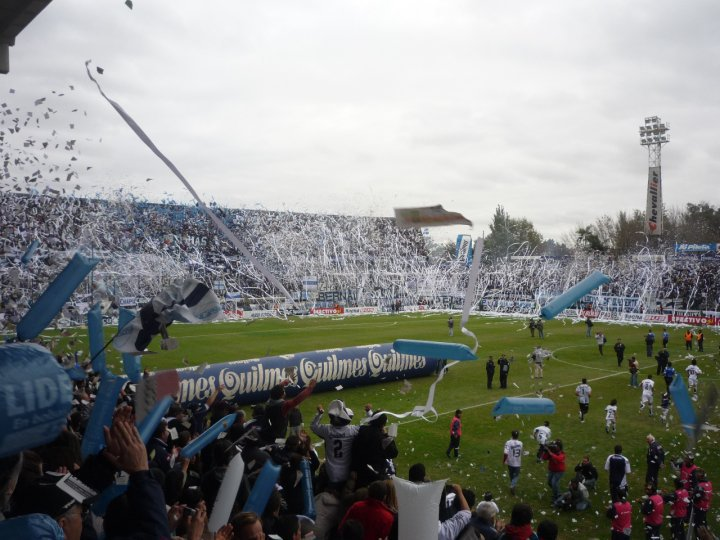
Stadio di Quilmes

Le sedi della Recopa Sudamericana 2010 sono l'Estadio Casa Blanca di Quito e l'Estadio Centenario Dr. José Luis Meiszner di Quilmes. L'Estadio Casa Blanca è stato costruito tra il 1995 e il 1997 e ha ospitato la sua prima partita il 6 marzo 1997 quando la LDU ha giocato contro l'Atlético Mineiro. Lo stadio ha ospitato la finale di Libertadores 2008, la Recopa Sudamericana 2009 e la finale della Sudamericana 2009. Con una capacità di 55.400 posti è il più grande stadio di Quito e il secondo più grande dell'Ecuador dopo l'Estadio Monumental Banco Pichincha di Guayaquil.
L'Estadio Centenario Dr. José Luis Meiszner fu costruito a Quilmes nel 1995 per celebrare il loro centenario nel 1997 (da qui il nome). Esso è stato ristrutturato nel 1998 e ha vista aumentata la sua capacità. Questa è la prima finale a essere disputata in questo stadio.

## Arbitri
Gli arbitri della Recopa Sudamericana 2010 sono l'uruguaiano Roberto Silvera e il brasiliano Carlos Simon. Silvera è arbitro dal 2003 e ha arbitrato nella finale della Coppa Sudamericana 2006 e 2009.

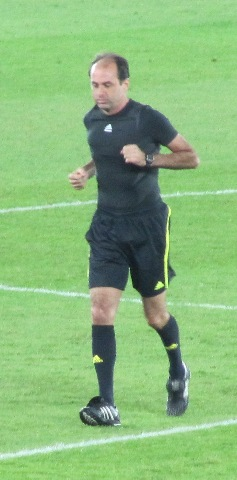
Carlos Simon

Simon è diventato un arbitro in Brasile nel 1993 ed è internazionale dal 1997. Ha partecipato ai Giochi olimpici nel 2000, ai mondiali di calcio del 2002, 2006 e 2010, sia nelle qualificazioni che nella fase finale. Arbitra in Libertadores dal 2000. Inoltre ha diretto per quattro volte la finale del Campeonato Brasileiro Série A (1998-1999-2001-2002) e per tre volte la finale di Coppa del Brasile (2000-2003-2004).

## Partite

### Andata
| Arbitro: | Roberto Silvera |

|                |           |          |
| Barcos 8’, 17’ | Marcatori | 12’ Rojo |

| LDU QUITO:    |    |                         |     |     |
|               |    |                         |     |     |
| P             | 22 | Alexander Domínguez     |     |     |
| D             | 8  | Paúl Ambrosi            |     | 81’ |
| D             | 6  | Jorge Guagua            | 81’ |     |
| D             | 13 | Néicer Reasco (c)       |     |     |
| D             | 2  | Norberto Araujo         |     |     |
| C             | 14 | Diego Calderón          |     |     |
| C             | 10 | Christian Lara          | 56’ | 85’ |
| C             | 5  | Patricio Urrutia        |     |     |
| C             | 15 | William Araujo          |     |     |
| A             | 19 | Juan Manuel Salgueiro   | 30’ | 65’ |
| A             | 16 | Hernán Barcos           |     |     |
| Panchina:     |    |                         |     |     |
| P             | 1  | José Francisco Cevallos |     |     |
| D             | 6  | Carlos Espínola         |     |     |
| C             | 3  | Enrique Gámez           |     |     |
| C             | 12 | Gabriel Espinosa        |     |     |
| C             | 7  | Miller Bolaños          |     | 65’ |
| C             | 9  | Gonzalo Chila           |     | 81’ |
| A             | 15 | Carlos Luna             |     | 85’ |
| Allenatore:   |    |                         |     |     |
| Edgardo Bauza |    |                         |     |     |

| ESTUDIANTES:      |    |                          |     |         |
|                   |    |                          |     |         |
| P                 | 12 | César Taborda            |     |         |
| D                 | 3  | Facundo Roncaglia        |     |         |
| D                 | 16 | Germán Ré                | 76’ |         |
| D                 | 14 | Gabriel Mercado          |     |         |
| D                 | 17 | Federico Fernández       |     |         |
| D                 | 6  | Marcos Rojo              |     |         |
| C                 | 11 | Juan Sebastián Verón (c) |     |         |
| C                 | 22 | Rodrigo Braña            | 38’ |         |
| C                 | 23 | Leandro Benítez          | 32’ | 82’     |
| C                 | 7  | Enzo Pérez               |     |         |
| A                 | 20 | Leandro González         |     | 66’     |
| Panchina:         |    |                          |     |         |
| P                 | 25 | Agustín Silva            |     |         |
| D                 | 4  | Raúl Iberbia             |     |         |
| C                 | 5  | Matías Sánchez           |     | 82’ 90’ |
| C                 | 13 | Michael Hoyos            |     | 90’     |
| C                 | 19 | Gabriel Peñalba          |     |         |
| C                 | 8  | Juan Pablo Pereyra       |     |         |
| A                 | 21 | Diego Auzqui             |     | 66’     |
| Allenatore:       |    |                          |     |         |
| Alejandro Sabella |    |                          |     |         |

| Guardalinee: Carlos Pastorino Miguel Ángel Nievas Quarto Uomo: Líber Prudente |

### Ritorno
| Quilmes 8 settembre 2010, ore 21:15 (UTC-3 | Estudiantes  | 0 – 0 referto | LDU Quito | Estadio Centenario Dr. José Luis Meiszner\| Arbitro: \| Carlos Simon \| |
| Arbitro:                                   | Carlos Simon |               |           |                                                                         |

| ESTUDIANTES:      |    |                          |     |     |
|                   |    |                          |     |     |
| P                 | 12 | César Taborda            |     |     |
| D                 | 16 | Germán Ré                |     | 84’ |
| D                 | 14 | Gabriel Mercado          |     |     |
| D                 | 17 | Federico Fernández       |     |     |
| D                 | 6  | Marcos Rojo              | 20’ |     |
| C                 | 11 | Juan Sebastián Verón (c) |     |     |
| C                 | 22 | Rodrigo Braña            |     |     |
| C                 | 23 | Leandro Benítez          |     | 70’ |
| C                 | 7  | Enzo Pérez               |     |     |
| A                 | 20 | Leandro González         |     |     |
| A                 | 10 | Gastón Fernández         |     | 46’ |
| Panchina:         |    |                          |     |     |
| P                 | 1  | Jerónimo Rulli           |     |     |
| D                 | 3  | Facundo Roncaglia        |     |     |
| C                 | 8  | Juan Pablo Pereyra       |     | 70’ |
| C                 | 19 | Gabriel Peñalba          |     | 84’ |
| C                 | 15 | Darío Stefanatto         |     |     |
| C                 | 18 | Maximiliano Núñez        |     |     |
| A                 | 21 | Diego Auzqui             |     | 46’ |
| Allenatore:       |    |                          |     |     |
| Alejandro Sabella |    |                          |     |     |

| LDU QUITO:    |    |                         |     |           |
|               |    |                         |     |           |
| P             | 1  | José Francisco Cevallos | 63’ |           |
| D             | 8  | Paúl Ambrosi            | 90’ |           |
| D             | 6  | Jorge Guagua            |     |           |
| D             | 4  | Ulises de la Cruz       |     |           |
| D             | 13 | Néicer Reasco (c)       |     |           |
| D             | 2  | Norberto Araujo         |     |           |
| C             | 14 | Diego Calderón          | 24’ |           |
| C             | 5  | Patricio Urrutia        |     |           |
| C             | 15 | William Araujo          | 10’ | 90+2’     |
| A             | 16 | Hernán Barcos           |     |           |
| A             | 20 | Carlos Luna             |     | 72’       |
| Panchina:     |    |                         |     |           |
| P             | 25 | Manuel Mendoza          |     |           |
| D             | 3  | Renán Calle             |     |           |
| C             | 10 | Christian Lara          |     | 72’ 90+5’ |
| C             | 12 | Gabriel Espinosa        |     | 90+2’     |
| C             | 17 | Enrique Gámez           |     |           |
| C             | 21 | Gonzalo Chila           |     |           |
| A             | 19 | Juan Manuel Salgueiro   |     | 90+5’     |
| Allenatore:   |    |                         |     |           |
| Edgardo Bauza |    |                         |     |           |

| Man of the Match: Norberto Araujo (LDU Quito) Guardalinee: Altermir Hausmann Roberto Braatz Quarto Uomo: Paulo César de Oliveira |